# 木下 (印西市)
木下（きおろし）は、千葉県印西市の大字。郵便番号270-1326。
近世には利根川に面した河港（河岸）として木下河岸が置かれ、江戸と利根川下流地域を結ぶ交通・物流の要衝として栄えた土地である。

## 地理
北は茨城県利根町布川、北東は竹袋、東は木下東、南東は竹袋、南は木下南、南西は竹袋、西は大森に隣接している。

## 小字
小字は以下の通り。
- 池田（いけだ）
- 平台（ひらだい）
- 金戸（かねど）
- 大下（おおしも）
- 木下町並（きおろしまちなみ）
- 樽場（たるば）

## 歴史
江戸時代は竹袋村であり、下総国印旛郡のうち、印西領、印西筋に属す。もと竹渓村、1616年（元和2年）から竹袋村となったともいう。
1663年（寛文3年）から幕府領、1698年（元禄11年）から旗本阿部氏・三枝氏の相給、1701年（元禄14年）から佐倉藩領、1723年（享保8年）から淀藩領。村高は、「元禄郷帳」547石余、「天保郷帳」「旧高旧領」ともに535石余。
1723年（享保8年）「淀領郷村帳」によれば、小物成として夫役1貫254文余・百姓林銭永1貫730文・船役銭12貫254文・木下河岸運上永10貫文・糠藁代永250文・山銭鐚12貫374文を上納（田辺家文書）。
1772年（明和9年）指出帳写によれば、反別田33町1反余・畑屋敷9町2反余・新田14町7反余・新畑18町9反余、ほかに山畑20町3反余・百姓林34町余、米積場・諸荷物附揚附下場があり、茶船20・小船12・酒屋通船1・渡場馬渡船1など、家数191・人数708、馬70（吉岡家文書/県史料下総）。
また木下河岸では銚子方面から鮮魚が陸あげされ、江戸へ向けて輸送された。1679年（延宝7年）からは、鹿島・香取・息栖の三社参詣に、同河岸からの木下茶船が活躍した。
1873年（明治6年）千葉県に所属。神社は稲荷神社など。寺院は天台宗三宝院（印旛郡誌）。1889年（明治22年）木下村の大字となる。

### 年表
- 1873年（明治6年） - 千葉県に所属。
- 1889年（明治22年）4月1日 - 町村制施行し竹袋村、別所村、宗甫新田、平岡村、小林村が合併し木下町が発足。木下町大字竹袋になる。木下町役場所在地。
- 1954年（昭和29年）12月1日 - 木下町、大森町、船穂村、永治村の一部が合併し印西町が発足。印西町竹袋になる。
- 1957年（昭和32年） - 一部が木下となる[7][6]。
- 1996年（平成8年）4月1日 - 印西町が市制施行し、印西市になる。印西市木下になる。

## 世帯数と人口
2017年（平成29年）10月31日現在の世帯数と人口は以下の通りである。
| 大字 | 世帯数  | 人口    |
| ---- | ------- | ------- |
| 木下 | 806世帯 | 1,680人 |

## 施設
- 印西市立木下小学校
- 印西警察署木下駅前交番
- 木下保育園
- 上町会館
- 幸町集会所ことぶき会館
- 木下駅前郵便局
- 浅間神社
- 山根山神社
- 木下公園
- 木下万葉公園

## 交通

### 鉄道
- 成田線
  - 木下駅

### 道路
- 国道
  - 国道356号
- 主要地方道
  - 千葉県道4号千葉竜ヶ崎線

## 文化財
- 木下貝層:国の天然記念物[8]。木下万葉公園内にある[9]。